# Gdy rozum śpi, budzą się demony
Kiedy rozum śpi, budzą się potwory lub Gdy rozum śpi, budzą się demony, Kiedy rozum śpi, budzą się upiory (hiszp. El sueño de la razón produce monstruos) – rycina hiszpańskiego malarza Francisca Goi wykonana techniką akwaforty między 1797 a 1798 rokiem. Jest najbardziej znaną grafiką z cyklu Kaprysy (hiszp. Los Caprichos).
Rycina przedstawia autoportret artysty. Jego głowa spoczywa na biurku, na którym leżą porzucona kartka i pióro. Jest on atakowany przez upiory (m.in. nietoperze i sowy). Na biurku widoczny jest napisany po hiszpańsku tytuł ryciny. Rycina odnosi się do wad ówczesnego społeczeństwa hiszpańskiego. Inną interpretacją jest przedstawienie nieprzewidywalnej wyobraźni samego artysty, którą można podziwiać w tematyce jego obrazów.
W 1803 roku podarował niesprzedane egzemplarze (240 odbitek) i matryce królowi Karolowi IV z obawy przed zarekwirowaniem i zniszczeniem ich przez Inkwizycję. W zamian otrzymał dożywotnią pensję w wysokości 12 000 reali rocznie dla swojego syna Javiera. 

## Szkice przygotowawcze (1797)

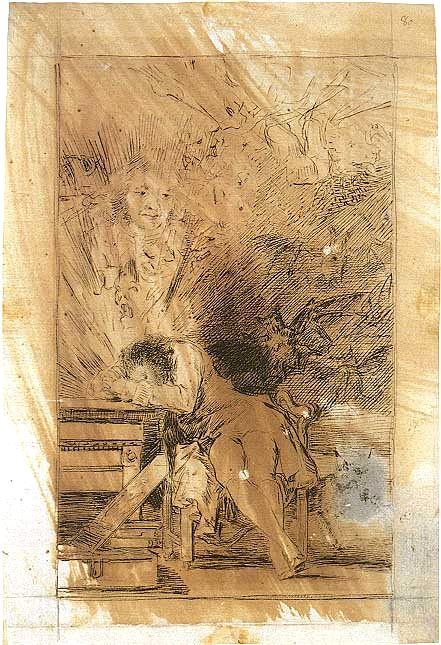
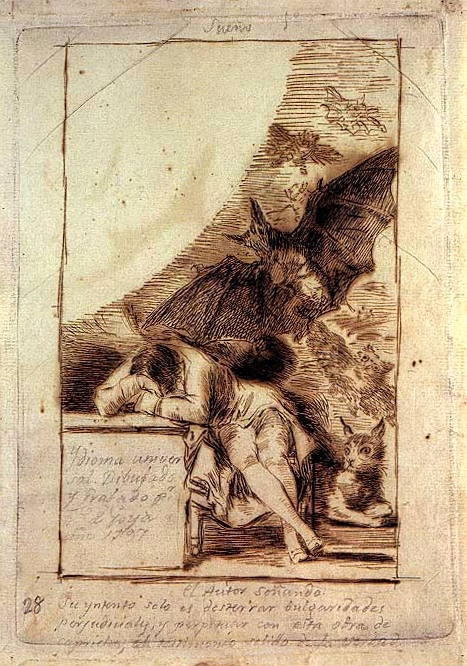